# 정태섭 (배우)
정태섭(1952년 4월 22일(음력 3월 2일) ~ 2001년 8월 7일)은 대한민국의 배우이다.
경기도 포천에서 출생하여 지난날 한때 경기도 김포에서 잠시 유아기를 보낸 적이 있으며 훗날 서울에서 성장한 그는 1969년 연극배우로 첫 데뷔하였고 5년 후 1973년 MBC 문화방송 6기 공채 탤런트로 정식 선발되기도 하였다. 그의 MBC 공채 6기 탤런트 동기로는 김명희, 김성찬, 김주영, 김웅철, 김일란, 문영애, 박윤배, 백인철, 송경철, 안재은, 오미연, 유인촌, 이금복, 임채무, 정소녀, 차윤회, 홍순창 등이 있다.
1990년대 연극 분야와 공중파 3사 TV 드라마 등에서 선 굵고 텁텁한 노역 연기로써 단역에서도 호연 적역 등 신 스틸러 연기의 진면모 등을 드러낸 그는 MBC TV 드라마 《전원일기》에서 이 영감(이태호) 역을 배역하여 유명세를 탔다. 아울러 그는 TV 드라마 《전원일기》 극중에서 박 영감(박칠복) 역의 홍민우·김 영감(김봉필) 역의 정대홍 등과 함께 3영감(양촌리 최고 3대표 어르신) 역의 일원으로 특유의 텁텁한 노역으로써 인기를 얻었다.
MBC 드라마 《전원일기》에 비고정 출연중 2001년 8월 7일에 직장암으로 인하여 향년 50세로 사망하였다.

## 출연작

### 연극
- 1973년 《허생전》

### 텔레비전 드라마
- 1973년 MBC 《수사반장》
- 1973년 MBC 《113 수사본부》
- 1978년 MBC 《주인》
- 1978년 MBC 《미소》
- 1979년 MBC 《안국동 아씨》
- 1980년 ~ 2001년 MBC 《전원일기》
- 1981년 MBC 《제1공화국》
- 1981년 MBC 《민족풍속도》
- 1982년 MBC 《백산 안희제》
- 1982년 MBC 《포로들》
- 1982년 MBC 《한》
- 1983년 MBC 《3840 유격대》
- 1983년 MBC 《다산 정약용》
- 1984년 MBC 《조선총독부》
- 1985년 MBC 《억새풀》
- 1988년 MBC 《원미동 사람들》
- 1988년 MBC 《인현왕후》
- 1989년 MBC 《한중록》
- 1990년 MBC 《대원군》
- 1990년 MBC 《반민특위》
- 1990년 MBC 《춤추는 가얏고》
- 1991년 MBC 《여명의 눈동자》
- 1992년 MBC 《질투》
- 1992년 MBC 《4일 간의 사랑》
- 1992년 SBS 《두려움 없는 사랑》
- 1992년 MBC 《아들과 딸》
- 1993년 MBC 《제3공화국》
- 1993년 MBC 《우리들의 천국》
- 1993년 MBC 《파일럿》
- 1993년 SBS 《결혼》
- 1994년 KBS 《딸부잣집》
- 1995년 SBS 《모래시계》
- 1995년 EBS 《언제나 푸른 마음》
- 1996년 EBS 《감성세대》
- 1996년 MBC 《자반 고등어》
- 1996년 MBC 《나》
- 1997년 MBC 《그대 그리고 나》
- 1997년 MBC 《복수혈전》
- 1999년 EBS 《네 꿈을 펼쳐라》
- 1999년 MBC 《장미와 콩나물》
- 1999년 MBC 《사랑해 당신을》
- 2000년 MBC 《허준》
- 2000년 MBC 《시트콤 뉴 논스톱》